# Río Trocoman
El río Trocoman nace en la cordillera de los Andes, en el noroeste de la provincia de Neuquén, en la República Argentina, en el valle de Las Damas, muy cercano a las termas de Copahue y va atravesando distintos parajes, entre ellos Ranquilco, Vilu Mallin, y Buta Mallin, el río Picunleo le entrega sus aguas. En este río se practica la pesca, principalmente la trucha arcoíris, lográndose capturas de regular tamaño.